# Сен-Поль (графство)

Графство Сен-Поль на карте Фландрии середины XII века
Территория графства Гин
Прочие территории Фландрского графства
Англо-Нормандская монархия
Владения графов Вермандуа
Церковные земли

Графство Сен-Поль (фр. Comté de Saint-Pol) — средневековое графство в северной Франции со столицей в городе Сен-Поль-сюр-Тернуаз на границе Артуа и Пикардии, часть бывшего графства Тернуа.

## История
Первоначально территория графства Сен-Поль входила в состав графства Тернуа, правители которого были вассалами графов Фландрии. В первой половине XI века в северной части Тернуа образовалось графство Сен-Поль.
О первых графах известно очень немного. Первым графом Сен-Поля был Роже (ум. 1067), точное происхождение которого не известно, и который впервые упоминается как граф Сен-Поля в 1031 году в акте, в котором аббатство Бланжи передавалось для осуществления реформы аббатству Фекан. По ономастическим данным предполагают, что он возможно был родом из Шампани. После его смерти графом стал Гуго I де Кампдавен, хотя его существование точно не подтверждено документально, его упоминает только Ламберт д'Ардрес. Достоверно не установлено, каким образом он получил графство. Некоторые историки предполагают, что первая жена Гуго, Клеменция, могла быть дочерью или внучкой Роже.

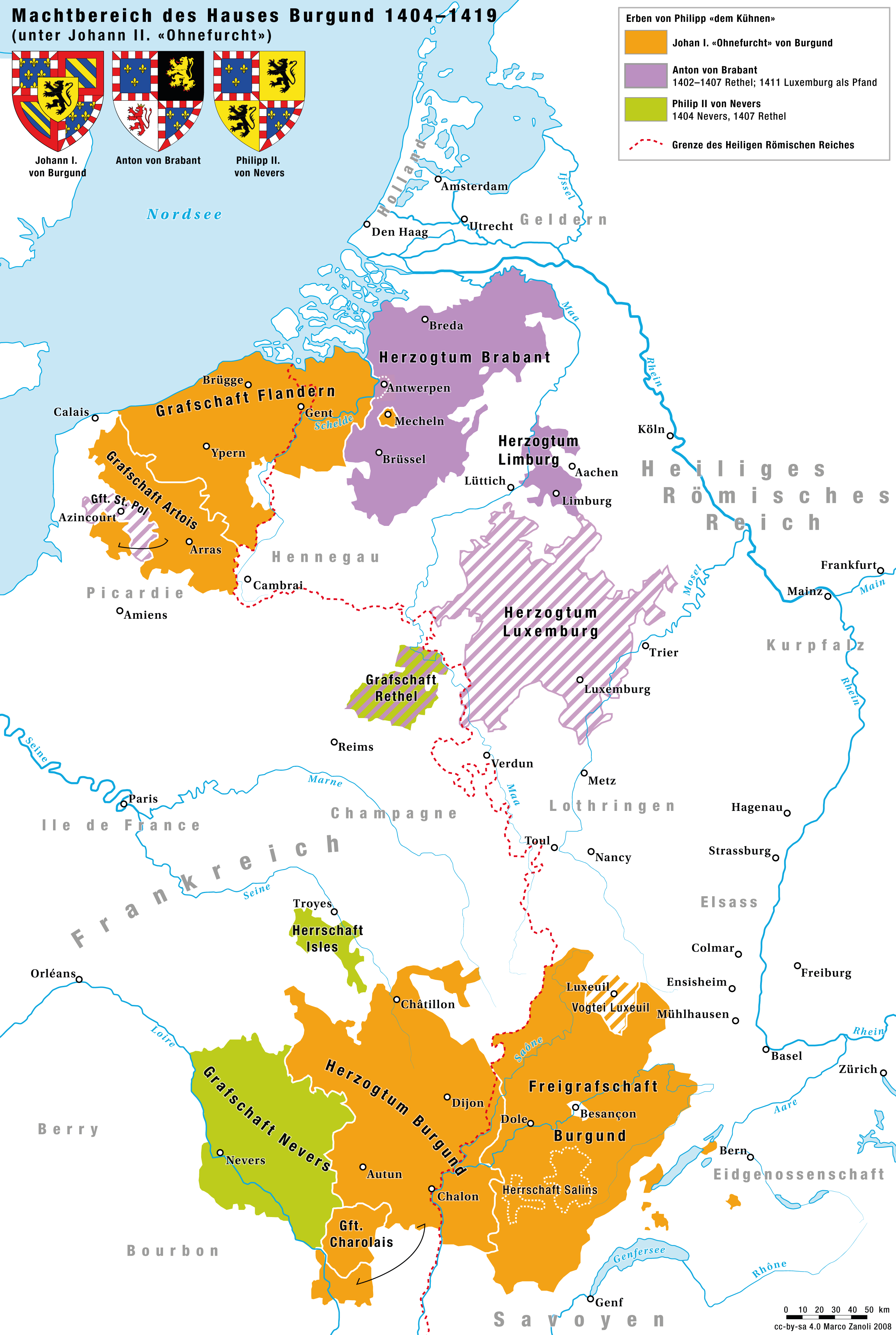
Герцогство Бургундия во время правления Жана Бесстрашного. Графство Сен-Поль вверху слева

Потомки Гуго I принимали активное участие в крестовых походах. Последним представителем рода был граф Гуго IV де Сен-Поль (ум. 1205), участвовавший в четвёртом Крестовом походе. Он оставил только двух дочерей, старшая из которых, Елизавета (ум. 1240) вышла замуж за Гоше III де Шатильона (ум. 1219), благодаря чему графство перешло к дому Шатильон.
Потомки Гоше правили в Сен-Поле до 1360 года, когда после смерти графа Ги V графство перешло к его сестре Маго, бывшей замужем за Ги Люксембургским, графом Линьи. Представители Люксембургского дома управляли графством до 1547 года, за исключением периода 1415—1430 годов, когда Сен-Поль находился под управлением брабантской ветви Бургундского дома. Наиболее известным графом был коннетабль Франции Людовик де Люксембург, казнённый королём Людовиком XI по обвинению в государственной измене.

Внучка Людовика де Люксембурга, Мария (1472—1547), была одной из богатейших невест Франции. Она вышла замуж за графа Вандомского Франсуа де Бурбона. При её жизни титул графа Сен-Поль носили её второй сын Франсуа I (1491—1545), герцог д'Эстутевиль, и внук Франсуа II (ум. 1546), умершие раньше неё, поэтому графство унаследовала дочь Франсуа I — Мария II (1539—1601). Она была замужем 3 раза, но потомство было только от третьего брака с Леонором Орлеанским, происходившим из побочной ветви династии Валуа — Лонгвилей. Графство Сен-Поль после смерти Марии унаследовал её второй сын Франсуа III (1570—1631). Он не оставил детей, так что его титулы, в том числе и титул графа Сен-Поль, унаследовал его племянник — герцог Генрих II де Лонгвиль (1595—1663). 

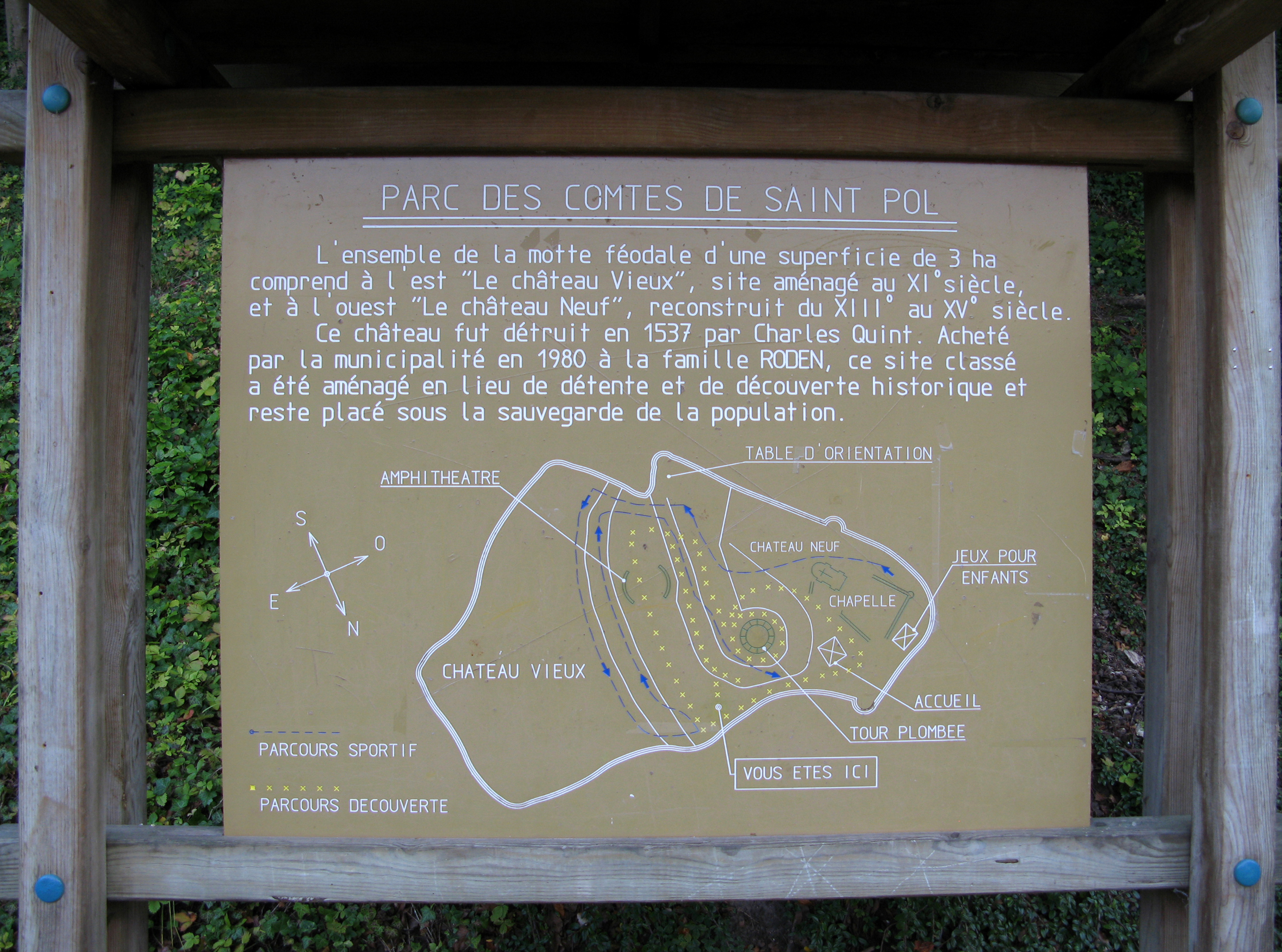
Схема родовой резиденции графов Сен-Польских

По Пиренейскому миру 1659 года графство Сен-Поль присоединено к домену короля Франции, однако Лонгвили сохранили титул графов де Сен-Поль. Последней графиней Сен-Поль из дома Лонгвилей была Мария Немурская, герцогиня Немура и княгиня Нёвшателя. В 1705 году она продала титул графини Сен-Поль Элизавете Терезе Лотарингской (1664—1748), дочери Франсуа Марии Лотарингского, герцога Жуайез. После неё титул графа Сен-Поль носили её сын, Людовик II де Мелён (1694—1724), герцог Жуайез. Последним носителем титула был племянник Людовика — Карл де Роган (1715—1787), принц де Субиз, маршал Франции, после смерти которого титул был упразднён.